# Бруксвил (Оклахома)
Бруксвил (енгл. Brooksville) град је у америчкој савезној држави Оклахома.

## Демографија
По попису из 2010. године број становника је 63, што је 27 (-30,0%) становника мање него 2000. године.
| Група             | 2000.      | 2010.      |
| Белци             | 32 (35,6%) | 32 (50,8%) |
| Афроамериканци    | 35 (38,9%) | 13 (20,6%) |
| Азијати           | 0 (0,0%)   | 0 (0,0%)   |
| Хиспаноамериканци | 3 (3,3%)   | 0 (0,0%)   |
| Укупно            | 90         | 63         |